# Bythaelurus lutarius
Bythaelurus lutarius är en hajart som först beskrevs av Springer och D'Aubrey 1972.  Bythaelurus lutarius ingår i släktet Bythaelurus och familjen rödhajar. IUCN kategoriserar arten globalt som otillräckligt studerad. Inga underarter finns listade.